# Kirill Serebrennikov
Pour les articles homonymes, voir Serebrennikov.
Kirill Serebrennikov (en russe : Кирилл Серебренников), né le 7 septembre 1969 à Rostov-sur-le-Don, est un metteur en scène et cinéaste russe.

## Biographie
Kirill Semionovitch Serebrennikov (en russe : Кирилл Семёнович Серебренников) est né le 7 septembre 1969 à Rostov-sur-le-Don. Il termine ses études secondaires avec une médaille d'or. Son père, Semion Mikhaïlovitch Serebrennikov (né en 1933), d'origine juive, est médecin spécialiste en urologie de l'université d'État de Rostov,,. Sa mère, Irina Alexandrovna Litvine (décédée le 17 février 2018), est ukrainienne. Elle est enseignante en langue et littérature russe,,. Son grand-père, Alexandre Litvine (1907, Poltava — ?), est réalisateur de films documentaires et de vulgarisation pour le studio Moldova—film (1953—1972), président de la société républicaine des amateurs de cinéma en République socialiste soviétique moldave, travailleur émérite de la république moldave (1969),.
En 1992, il est diplômé en sciences physiques à l'université d'État de Rostov. Avant même d'avoir terminé ses études, il fait de la mise en scène au studio d'amateurs « 69 » et à partir de 1990, il fait des mises en scènes remarquées dans différents théâtres (Théâtre « Engagement », théâtre Maxime-Gorki de Nijni Novgorod). À partir de 1991, il réalise des films pour la télévision de différents types (documentaires, publicités, téléspectacles...). En 1999, il a reçu le Prix national de la meilleure réalisation télévisée - TEFI et, en 2006, le prix du Festival international du film de Rome.
En août 2012, Kirill Serebrennikov est nommé directeur du Théâtre Gogol de Moscou. Peu après sa nomination, il annonce son projet de renouveler le théâtre en un Centre-Gogol (ru) comprenant trois troupes, des programmes de projection, des concerts, des conférences et des discussions ouvertes. Ce centre est ouvert le 2 février 2013.
En 2013, Serebrennikov annonce son intention de tourner un film intitulé Tchaïkovski, dont il est un des auteurs du script. Le ministère de la culture de la fédération de Russie alloue un montant de 30 millions de roubles sur les 240 millions nécessaires. Mais le Fund Kino (ru) refuse de compléter les sommes nécessaires pour boucler le budget. Serebrennikov se tourne alors vers l'étranger pour trouver les moyens nécessaires.
Le 30 octobre 2014, il dirige la célébration du 25e anniversaire du holding média dans la grande aula de l'Académie des sciences de Russie.
En juillet 2017, à Saint-Pétersbourg débute le tournage du film Leto qui raconte l'histoire du musicien Viktor Tsoi, leader du groupe Kino. Le film vise à mettre en valeur des éléments peu connus de la vie du chanteur-compositeur à la fin des années 1970, début des années 1980. D'autres groupes de chanteurs rock interviennent également dans le film. Le film Leto sort sur les écrans en 2018. Il fait partie de la sélection du Festival de Cannes 2018., mais Serebrennikov ne pourra pas se rendre au festival, du fait de son assignation à résidence à Moscou dans le cadre de l'affaire du 7ème Studio. En novembre 2018, le film Leto est présenté lors de la 16e semaine du nouveau cinéma russe.
En mai 2017, Serebrennikov est l'objet de perquisitions dans le cadre d'une enquête pour détournement de fonds publics d’un montant de 68 millions de roubles (environ 1 million d’euros) de subventions publiques allouées entre 2011 et 2014 à sa troupe de théâtre, 7e studio. Mais celles-ci semblent revêtir un caractère politique ce qui lui vaut le soutien de critiques de théâtres et d'artistes à travers le monde. En août 2017, il est arrêté et inculpé pour cette affaire présumée de détournement de fonds publics,. Après deux années d'assignation à résidence, Serebrennikov est condamné en juin 2020 à de la prison avec sursis, évitant ainsi la peine de 6 ans de prison ferme réclamée par le parquet.
En 2022, Serebrennikov quitte la Russie peu après le début de la guerre en Ukraine pour vivre à Berlin. Toutefois, ses détracteurs lui reprochent une position ambiguë vis-à-vis du pouvoir russe.

### L'affaire duSeptième studio

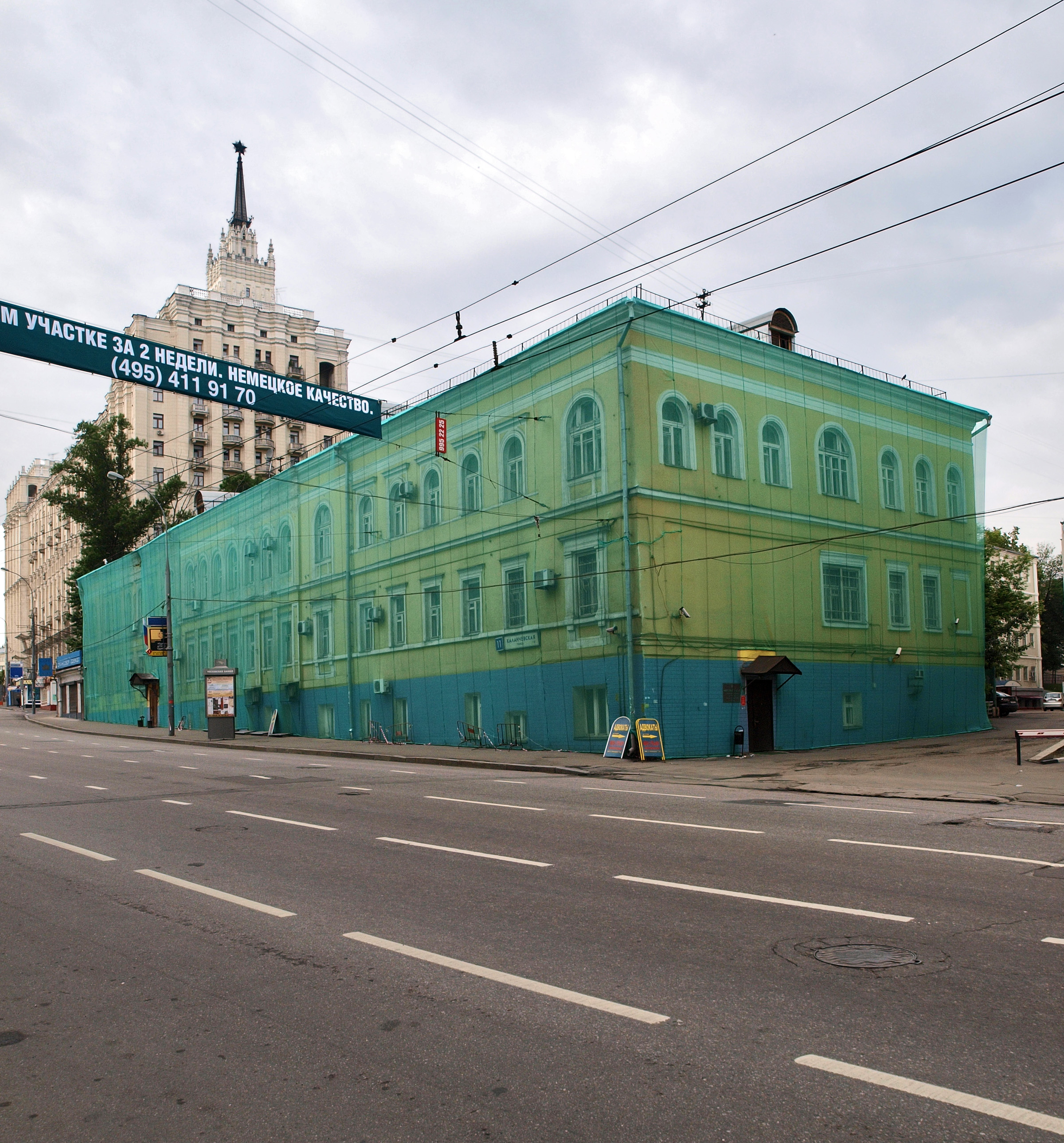
Des centaines de personnes sont venues soutenir Serebrennikov le 23 août 2017, jour de son arrestation, devant le bâtiment du tribunal du district de Basmanny à Moscou

Le 23 mai 2017, la police perquisitionne l'appartement de Serebrennikov et le Centre Gogol dans le cadre d'une affaire de détournement. Les poursuites sont initiées sur base des dispositions légales sur les détournements de fonds à grande échelle portants sur plus de deux cent millions de roubles. Serebrennikov n'a comparu au début qu'en qualité de témoin seulement. Puis les enquêteurs ont conservé le passeport de Serebrennikov pour examen le privant de la possibilité de quitter la Russie pour l'étranger pour y poursuivre ses activités de réalisateur.
Le 22 août 2017, Serebrennikov est arrêté à Saint-Pétersbourg (où il tournait son film Leto) par le Comité d'enquête de la fédération de Russie et transféré à Moscou sous l'inculpation de détournement de fonds (chapitre 4 article 159 du code pénal de Russie). Le réalisateur est soupçonné d'avoir détourné 68 millions de roubles qui devaient être affectés de 2011 à 2014 à la réalisation du projet Plate-forme. Selon la version du comité d'enquête, il apparait que le nombre et le coût des événements organisés dans le cadre du projet Plate-forme, avec la participation de Serebrennikov, ont été notoirement exagérés par la conclusion de contrats fictifs couvrant des activités inexistantes payées avec les fonds alloués au projet par le Ministère de la culture de la Russie. Les sommes ainsi attribuées étaient ensuite, selon les enquêteurs, distribuées par Serebrennikov à des complices.[réf. nécessaire]
Serebrennikov qualifie ces accusations d'absurdes et schizophréniques et affirme que la totalité de l'argent qui a été attribuée par le gouvernement a été affectée aux fins prescrites par celui-ci. Il ajoute qu'il a une personnalité artistique peu portée à s'intéresser à des activités commerciales,.
Le 23 août, le tribunal du district de Basmanny à Moscou assigne à résidence le réalisateur jusqu'au 19 octobre 2017,. Le directeur du Centre-Gogol Alekseï Malobrodski, la chef-comptable Nina Masliaeva et l'ancien directeur Youri Itine ont été arrêtés précédemment. Masliaeva a plaidé coupable et a témoigné à charge contre d'autres accusés dans l'affaire. Elle a affirmé que Serebrennikov, Itine et Malobrodski avaient créé le Septième studio pour obtenir l'argent de l'État. Devant le tribunal, lors du procès tenu en juin, Itine, Malobrodski et Masliaeva sont accusés d'avoir détourné deux à trois millions de roubles destinés à la mise en scène du spectacle Le Songe d'une nuit d'été. Le ministère public prétend que ce spectacle n'a jamais eu lieu,. En fait, la première du spectacle a eu lieu en novembre 2012. Vu son succès, le spectacle continue à être présenté.
Le 17 octobre 2017, le tribunal prolonge l'assignation à résidence de Serebrennikov et l'arrestation d'autres accusés jusqu'au 19 janvier 2018.
Comme le fait remarquer le journal The Guardian, l'affaire Serebrennikov est considérée par beaucoup dans le monde de l'art comme une campagne de persécution contre les voix des dissidents. L'agence d'information Rosbalt, après avoir analysé les déclarations des utilisateurs de réseaux sociaux, conclut que de nombreux utilisateurs ont vu derrière cette affaire une connotation politique dans l'intérêt du pouvoir. De son côté, le secrétaire de presse du président de la fédération de Russie, Dmitri Peskov, refuse de lier cette affaire au monde politique et rejette l'hypothèse suivant laquelle la main du Kremlin serait derrière elle.Le ministre de la culture de la fédération de Russie Vladimir Medinski affirme également qu'il n'y a pas de lien politique dans cette affaire. Le président de la Fédération, Vladimir Poutine, déclare quant à lui que « l'argent public doit être utilisé conformément à la loi et on peut avoir des craintes que cela n'ait pas été le cas ». Vladimir Jirinovski s'adresse au chef de la commission d'enquête, Alexandre Bastrykine, pour lui demander de modifier la sanction d'assignation à résidence par une promesse écrite de ne pas quitter le pays[réf. nécessaire].
De nombreux artistes soutiennent Serebrennikov, parmi lesquels on peut citer Tchoulpan Khamatova, Vladimir Ourine (ru), Evgueni Mironov, Sergueï Iourski,, Alexeï Guerman, Andreï Mogoutchi (ru). Le 24 mai 2017, lors de l'attribution de l'Ordre pour le mérite, Evgueni Mironov remet au président Vladimir Poutine une lettre de soutien pour Serebrennikov. L'écrivain Boris Akounine émet l'opinion suivant laquelle l'arrestation de Serebrennikov ne pouvait avoir eu lieu sans l'approbation de Vladimir Poutine. Le metteur en scène allemand Thomas Ostermeier publie sur le site Change.org une pétition exigeant du pouvoir russe d'arrêter ses poursuites à l'encontre de Serebrennikov. Pour Ostermeier, l'arrestation de Serebrennikov est un signal donné à l'Ouest qui montre que les autorités russes ont peur de la critique et que son intolérance à la critique est un signe de faiblesse. Selon Ostermeier, l'arrestation de Serebrennikov est un exemple typique de la manière, en Russie, de neutraliser les artistes indésirables, non pas par la censure, mais en les accusant de malversations financières. La pétition est signée par Cate Blanchett, Nina Hoss, Simon McBurney, Sophie Calle, Elfriede Jelinek et d'autres artistes et acteurs culturels,.
Selon Nina Bachkatov, journaliste spécialiste de la Russie, Vladimir Poutine est irrité par les initiateurs des poursuites contre le cinéaste, qui attirent l'attention internationale pour des histoires qu'il considère mineures. Il grommelle « les idiots » quand la police place le cinéaste sous mandat d'arrêt. Pour faire bonne mesure, il ajoute que tout le monde est comptable de l'argent public.
En même temps, apparaissent des appels à ne pas empêcher l'enquête en cours. Yossif Kobzon, en particulier, conseille de ne pas interférer dans les travaux des enquêteurs. Quant à Vladimir Menchov, il déclare ne pas voir de raison de donner un traitement particulier à Serebrennikov. Dans une interview à Kommersant, Andreï Kontchalovski déclare ne pas partager la sympathie de certains acteurs pour le réalisateur accusé.
Caractérisant Serebrennikov comme une figure symbolique du théâtre et de toute la culture russe, Grigori Zaslavski, critique de théâtre et recteur de l'institut des arts du théâtre, fait remarquer que le gouvernement alloue des fonds pour des projets artistiques et possède le droit de vérifier comment ces fonds sont dépensés : « Discuter de cela serait ridicule et stupide. Il faut au contraire ne pas prendre l'argent des autres ».
Le 9 novembre 2017, le tribunal du raïon de Basmanny à Moscou fait saisir l'appartement, la voiture et les comptes en banque de Serebrennikov.
Le 26 juin 2020, le tribunal Mechtchanski de Moscou condamne Serebrennikov à trois ans de prison avec sursis. Il évite ainsi la peine de 6 ans de prison ferme demandée par le parquet. C'est un jugement en « demi-teinte », mais plusieurs centaines de personnes venues soutenir Serebrennikov l'ont applaudi à la sortie du tribunal.

## Positions politiques
Kirill Serebrennikov prend part aux actions de protestations de Stratégie-31 et du mouvement Pour des élections justes (2011—2013)!. Après la deuxième guerre d'Ossétie du Sud (2008), il se dit prêt à aller manifester à Moscou avec une pancarte : « Je suis un Géorgien ». Il souligne ainsi sa réticence à se quereller avec des gens auxquels il est lié par les mêmes modes culturels, les sympathies, le cinéma, le théâtre… Il signe des lettres ouvertes demandant la libération de prison de Svetlana Bakhmina (ru) et des membres du groupe Pussy Riot. Il se prononce contre le renforcement de la législation sur les rassemblements en meetings contre la loi de 2012 interdisant aux citoyens américains d'adopter des enfants russes, et contre la limitation des droits fondamentaux des LGBT. Il exprime son soutien au réalisateur Timofeï Kouliabine, accusé d'avoir insulté les sentiments des croyants orthodoxes en montant l'opéra Tannhäuser, faisant remarquer que le théâtre est un territoire de liberté et que les institutions religieuses et leurs représentants doivent respecter les institutions laïques.
Dans une interview accordée en 2014 le réalisateur désigne la Russie sous l'expression « Le pays où l'esclavage n'a pas été aboli », où les gens ne ressentent pas la liberté, où entre le peuple et le pouvoir sans contrôle subsiste un écart énorme. Il se prononce pour l'augmentation des budgets pour l'enseignement, l'éducation, la culture en vue de freiner la croissance catastrophique de l'ignorance et de l'obscurantisme.
Selon Serebrennikov, la Russie se comporte comme une mendiante qui est devenue folle et ceux qui décident au pouvoir sont effrayés, ne veulent rien savoir et décident. En 2015, il décrit le contenu de la télévision russe comme du mensonge et de la propagande et traduit l'opinion selon laquelle le pays vit dans une réalité télévisuelle et croit aveuglément à cette réalité.

## Metteur en scène d'opéra
Kiril Serebrennikov se lance également dans la mise en scène d'opéra dont il devient rapidement l'une des références. En  2016 puis 2017, il met en scène Salomé à l'Opéra de Stuttgart et Le Barbier de Séville au Komische Oper de Berlin, reprise ensuite à Bâle en 2019, alors qu'il est assigné à résidence en Russie Il met aussi en scène un Falstaff au Théâtre Mariinsky, le Coq d'or au Bolchoï de Moscou, et American Lulu aux Wiener Festwochen, Cosi fan futte à Zurich.
L'Opéra d'État de Vienne (Wiener Staatsoper) lui confie la mise en scène de son nouveau Parsifal, l’œuvre monumentale de Richard Wagner qui passionne le cinéaste qui en fait un hymne à la liberté, tout en dirigeant la mise en scène depuis son lieu d'assignation à résidence de Moscou. La première est donnée à Vienne, sans public (en raison des règles sanitaires liées à la pandémie du coronavirus), le 11 avril 2021, et réunit les stars du lyrique Jonas Kaufmann (Parsifal pour la sixième fois), Elīna Garanča (Kundry), Ludovic Tézier (Amfortas), Georg Zeppenfeld (Gurnemanz) pour leurs prises de rôles et Wolfgang Koch (en) (Klingsor) sous la direction musicale de Philippe Jordan. Ce Parsifal révolutionnaire est retransmis sur ARTE Concert le 18 avril 2021.
L'opéra de Munich le sollicite à son tour alors qu'il ne peut toujours pas sortir de Russie, pour la mise en scène du Nez de Chostakovitch . L'Opéra de Paris ouvre sa saison 2023 avec une nouvelle mise en scène de Lohengrin, réalisée par Kiril Serebrennikov, qui divise les critiques,.

## Filmographie
- 1998 : Nus (Раздетые)
- 2001 : Rostov-Papa (Ростов-папа), série télévisée
- 2003 : Journal d'un assassin (ru) (Дневник убийцы), série télévisée
- 2003 : Histoires de lit (Постельные сцены)
- 2004 : Raguine (ru) (Рагин)
- 2006 : Jouer les victimes (Изображая жертву)
- 2008 : Jour sans fin à Youriev (Юрьев День)
- 2009 : Court-circuit : Cinq Histoires d'amour (Короткое замыкание)
- 2012 : L'Adultère (Измена)
- 2016 : Le Disciple (Ученик)
- 2016 : I am Katya Golubeva, documentaire de Natalija Ju : lui-même
- 2018 : Leto (Лето)
- 2021 : La Fièvre de Petrov (Петровы в гриппе) d'après Les Petrov, la Grippe, etc.
- 2022 : La Femme de Tchaïkovski (Жена Чайковского)
- 2024 : Limonov, la ballade (Limonov: The Ballad of Eddie)
- 2025 : La Disparition de Josef Mengele (Das Verschwinden des Josef Mengele)

## Mises en scène de théâtre et d'opéra
- 2011 : Proche de zéro, d'après le livre de Nathan Dubovitsky (pseudonyme possible de Vladislav Sourkov)
- 2011 : Ordures, d'après le roman de Zakhar Prilepine
- 2012 : Le Songe d'une nuit d'été, de William Shakespeare
- 2013 : Les Idiots, adapté du film de Lars von Trier
- 2014 : Métamorphoses, d'après les Métamorphoses d'Ovide
- 2014 : Martyr, de Marius von Mayenburg
- 2016 : Le Barbier de Séville, Opéra de Rossini, Komische Oper de Berlin, avec Tansel Akzeybek (Il conte d’Almaviva) ; Philipp Meierhöfer (Bartolo) ; Nicole Chevalier (Rosina) ; Dominik Köninger (Figaro) ; Tareq Nazmi (Basilio) ; Julia Giebel (Berta). Chœur et orchestre de la Komische Oper Berlin ; direction : Antonello Manacorda[68].
- 2017 : Les Petites Tragédies, d'après Alexandre Pouchkine
- 2017 : Salomé, opéra de Richard Strauss, Opernhaus de Stuttgart, avec Gerhard Siegel (Hérode) ; Katarina Karnéus (Hérodiade) ; Simone Schneider (Salomé) ; Simon Bailey (Jochanaan) ; Gergely Németi (Narraboth) ; Idunnu Münch (Un page)… Staatsorchester Stuttgart ; direction : Lothar Koenigs.
- 2019 : Così fan tutte, opéra de Mozart, Opéra de Zurich, avec Ruzan Mantashyan (Fiordiligi), Anna Goryachova (Dorabella), Konstantin Shushakov (Guglielmo), Alexey Neklyudov (Ferrando), Rebeca Olvera (Despina), Michael Nagy (Don Alfonso) ; Chœur de l’Opéra de Zurich ; Philharmonia Zürich ; direction : Ottavio Dantone [69]
- 2019 : Outside
- 2021 : Parsifal, opéra de Richard Wagner, Staatsoper de Vienne, direction musicale Philippe Jordan, avec Jonas Kaufmann, Elina Garanca, Ludovic Tézier [70]
- 2022 : Le Moine noir d'Anton Tchekov au Thalia Theater de Hambourg en janvier 2022 et dans la cour d'honneur du palais des papes lors du festival d'Avignon [71].
- 2023 : Lohengrin de Richard Wagner à l'Opéra Bastille, de septembre à octobre 2023, avec Kwangchul Youn (Heinrich der Vogler), Piotr Beczala (Lohengrin), Johanni van Oostrum (Elsa von Brabant, aux représentations du 23, 27 septembre & 14, 18, 21, 24 octobre) et Sinead Campbell Wallace (30 septembre, 11 & 27 octobre), Wolfgang Koch (Friedrich von Telramund), Nina Stemme (Ortrud, jusqu'au 14 octobre) et Ekaterina Gubanova (du 18 au 27 octobre), Shenyang (Der Heerrufer des Königs)[72]

## Distinctions
- 2008 : Premier prix du jury des jeunes et Prix de la Fédération internationale des ciné-clubs au Festival international du film de Locarno pour Jour sans fin à Youriev.
- 2016 : Le Disciple (Outchenik) reçoit au Kinotavr 2016 le Prix de la mise en scène[73].
- 2016 : Le Disciple reçoit au Festival de Cannes 2016 le prix François Chalais dans la section Un certain regard[74].
- 2017 : Prix Europe pour le théâtre - Prix Europe Réalités Théâtrales[75],[76],[77]
- 2018 : Leto reçoit au Festival international du film d'Amiens le grand prix du long-métrage
- 2018 : Chevalier des Arts et des Lettres[78]
- 2019 : Nika du meilleur réalisateur à la 32e cérémonie des Nika[79]
- 2019 : Masque d'Or pour sa pièce «Les Petites Tragédies» et pour le meilleur ballet «Noureev», consacré au célèbre danseur étoile soviétique[80].
- 2020 : Prix du meilleur spectacle étranger du Syndicat de la critique pour Outside[81]
- 2020 : Doctorat honoris causa de l'Université Paris X [82]